# Espineta amb caragolins
Espineta amb caragolins és un plat típic tarragoní relacionat amb la seva festa major dedicades a la patrona Santa Tecla. També és conegut pel nom de Plat de Santa Tecla. L'últim vers de totes les representacions del Ball de Dames i Vells de Tarragona fa referència a aquest plat: 
| « | Santa Tecla gloriosa, mare dels tarragonins. Què tenim avui per dinar? Espineta amb caragolins! | » |

## Ingredients i recepta
És un plat on s'utilitzen diversos ingredients. Tot i així de forma imprescindible d'aquest plat en forma part l'espineta, una part de l'especejament de la tonyina, els caragols ja sigui en mida normal o en mida més petita (caragolins), patata, ceba i tomàquet. El plat conté una picada que pot ser romesco o similar.